# Кап'яго-Інтім'яно
Кап'яго-Інтім'яно, Кап'яґо-Інтім'яно (італ. Capiago Intimiano) — муніципалітет в Італії, у регіоні Ломбардія, провінція Комо.
Кап'яго-Інтім'яно розташований на відстані близько 510 км на північний захід від Рима, 35 км на північ від Мілана, 7 км на південний схід від Комо.
Населення — 5604 особи (2014).

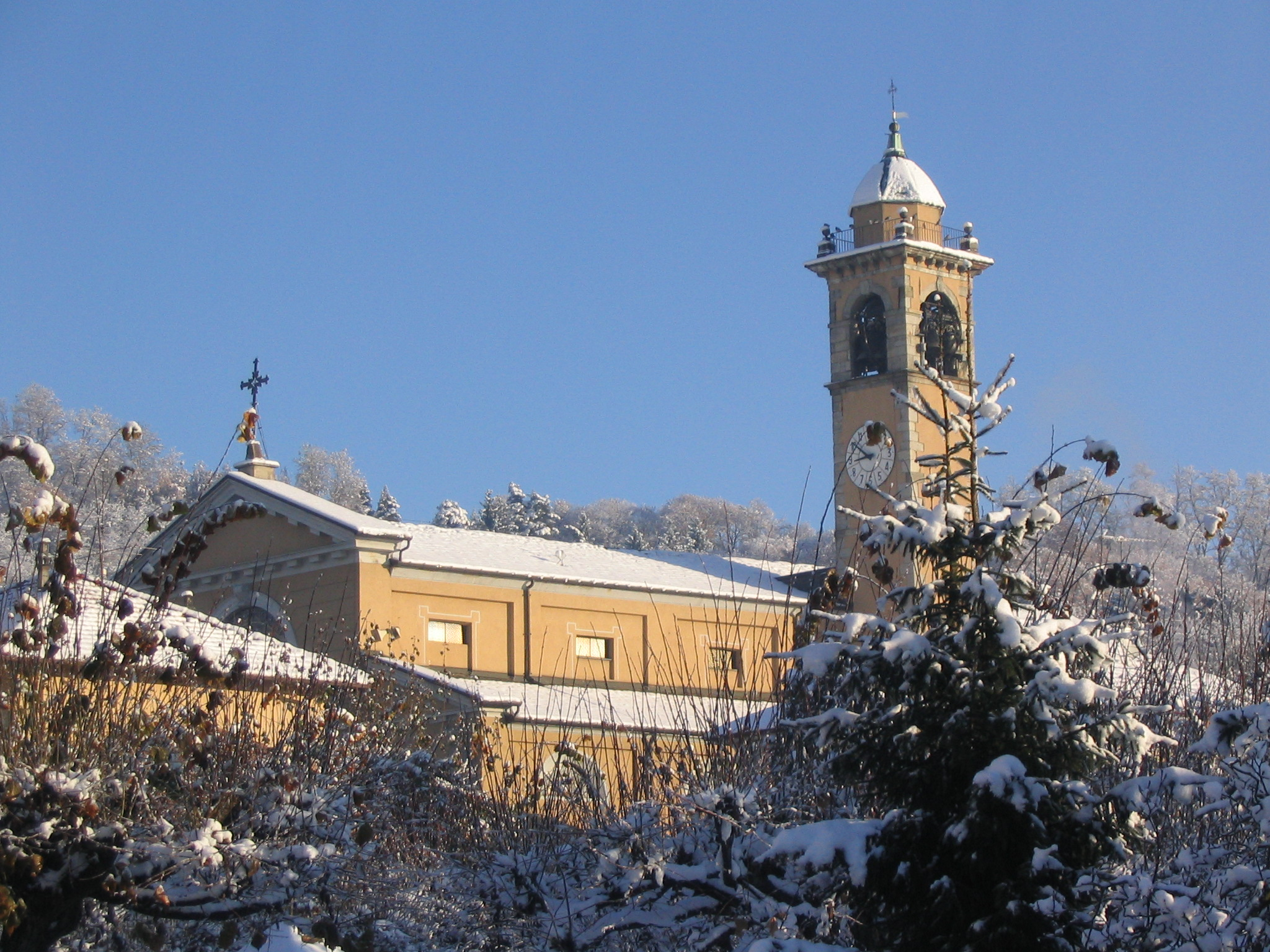

Щорічний фестиваль відбувається 7 квітня. Покровитель — San Vincenzo.

## Демографія
Населення за роками:

Станом на 1 січня 2023 року в муніципалітеті офіційно проживав 271 іноземець з 45 країн, серед них 41 громадянин країн Євросоюзу та 16 громадян України.

## Сусідні муніципалітети
- Канту
- Комо
- Ліпомо
- Монторфано
- Орсеніго
- Сенна-Комаско